# Рокети
Рокети — село в Україні, в Шептицькому районі Львівської області. Населення становить 259 осіб.

## Відомі люди
- Шульган Мар’ян — український військовик, хорунжий УПА, командир ТВ-15 «Яструб», окружний провідник ОУН Сокальщини. Загинув поблизу села.